# Quirindi

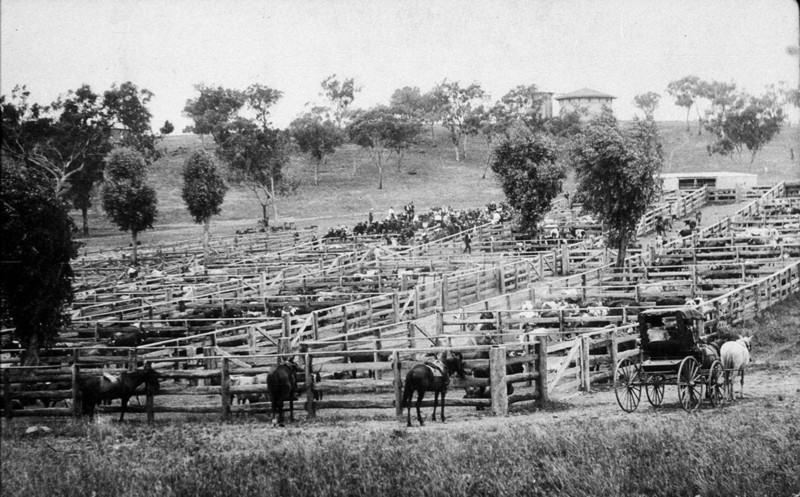
Viehmarkt in Quirindi (ca. 1900)

Quirindi ist eine Kleinstadt im Nordosten des australischen Bundesstaates New South Wales. Sie liegt in der Local Government Area Liverpool Plains Shire und hatte bei der Volkszählung 2021 eine Einwohnerzahl von 2.602. Quirindi gilt als Tor zum Nordwesten des Staates – durch seine Lage am Kamilaroi Highway, der über Gunnedah nach Walgett führt, und durch seine Nähe zum New England Highway, der über Tamworth und Armidale nach Tenterfield führt.

## Wirtschaft
Der wichtigste Wirtschaftszweig ist die Landwirtschaft. In den Schwarzerdenebenen im Westen werden Getreide und Ölsaaten angebaut, während im hügeligen Osten des Distrikts Viehzucht vorherrscht.

## Verkehr
Die Stadt liegt am Kamilaroi Highway (Australian Route 37), 15 km nordwestlich der Kreuzung mit dem New England Highway (Nationalstraße 15) in Willow Tree.
Der Bahnhof von Quirindi liegt an der Main North Railway, 392 km nördlich von Sydney. Er wurde 1877 eröffnet. Täglich fährt je ein Dieseltriebwagen nach Sydney und nach Armidale / Moree.

## Klima
|                       | Jan | Feb | Mär | Apr | Mai | Jun | Jul | Aug | Sep | Okt | Nov | Dez |   |      |
| Mittl. Tagesmax. (°C) | 32  | 31  | 29  | 24  | 20  | 16  | 16  | 18  | 21  | 25  | 28  | 31  | ⌀ | 24,2 |
| Mittl. Tagesmin. (°C) | 16  | 16  | 13  | 9   | 5   | 2   | 1   | 2   | 4   | 8   | 12  | 14  | ⌀ | 8,5  |
|                       |     |     |     |     |     |     |     |     |     |     |     |     |   |      |
| Niederschlag (mm)     | 80  | 50  | 50  | 30  | 30  | 50  | 30  | 30  | 30  | 50  | 50  | 80  | Σ | 560  |

| 16 |

| 16 |

| 13 |

| 9 |

| 5 |

| 2 |

| 1 |

| 2 |

| 4 |

| 8 |

| 12 |

| 14 |

| 16 |

| 16 |

| 13 |

| 9 |

| 5 |

| 2 |

| 1 |

| 2 |

| 4 |

| 8 |

| 12 |

| 14 |

## Geschichte
Der Aboriginesstamm der Kamilaroi lebte seit vielen Tausend Jahren in der Gegend. Der Name Quirindi ist aus ihrer Sprache abgeleitet und kann eine Reihe verschiedener Bedeutungen besitzen, z. B. 'Nest in den Hügeln', 'Ort, an dem Fische brüten', 'Ort der vielen Possums' oder 'Toter Baum auf der Bergspitze'. Frühere Schreibweisen waren Cuerindi und Kuwherindi.
Das erste Postamt wurde in Quirindi am 1. Januar 1858 eröffnet.

## Sport
In Quirindi gibt es exzellente Möglichkeiten, Sport zu treiben. Es gibt etliche Sportplätze für Leichtathletik, Cricket, Rugby, Fußball, Basketball und Netball. Darüber hinaus gibt es ein Stadion für Pferderennen (Spitzname: „Randwick“ des Nordens – Randwick ist die Pferderennbahn von Sydney), Poloplätze, Plätze für Rodeos und für Campdrafting, sowie einen 9-Loch-Golfplatz, zwei Tennisclubs, drei Bowlingplätze, einen Schießstand und einen Wassersportkomplex.
Ein Motorradclub liegt 5 km nordöstlich von Quirindi an der Borah Creek Road. Ihr Motocross-Kurs ist 1,2 km lang und in gutem Zustand.

## Veranstaltungen

### Jährlich
- Quirindi Rural Heritage Festival – erstes Wochenende im Mai
- Quirindi Show – September
- Prime Stock Show / Hook and Hoof – August
- ANZAC Day Services - Dawn Service und Day time Service – 25. April

### Monatlich
- Quota Markets – zweiter Samstag im Monat
- Quirindi Motorcycle Club Meet – letzte Woche des Monats
- Quirindi Jockey Club Race Day – monatlich
- Quirindi Miniature Railway – vierter Sonntag im Monat im Quirindi Rural Heritage Museum